# Cooleemee (Carolina del Norte)
Cooleemee es un pueblo ubicado en el condado de Davie en el estado estadounidense de Carolina del Norte. La localidad en el año 2000, tenía una población de 905 habitantes en una superficie de 2 km², con una densidad poblacional de 450.4 personas por km².

## Geografía
Cooleemee encuentra ubicado en las coordenadas 35°48′52″N 80°33′22″O / 35.81444, -80.55611. Según la Oficina del Censo, la localidad tiene un área total de 3,4 km² (1,3 mi²), de la cual 2 km² (0,8 mi²) es tierra y 0 km² (0 mi²) (0.0%) es agua.

### Localidades adyacentes
El siguiente diagrama muestra a las localidades en un radio de 20 kilómetros (12,4 mi) de Cooleemee.

## Demografía
En el 2000 la renta per cápita promedia del hogar era de $29.833, y el ingreso promedio para una familia era de 37.875. En 2000 los hombres tenían un ingreso per cápita de $26.705 contra $20.813 para las mujeres. El ingreso per cápita para la localidad era de $17.148. Alrededor del 12.40% de la población estaba bajo el umbral de pobreza nacional.